# Hiéroglyphe égyptien N31

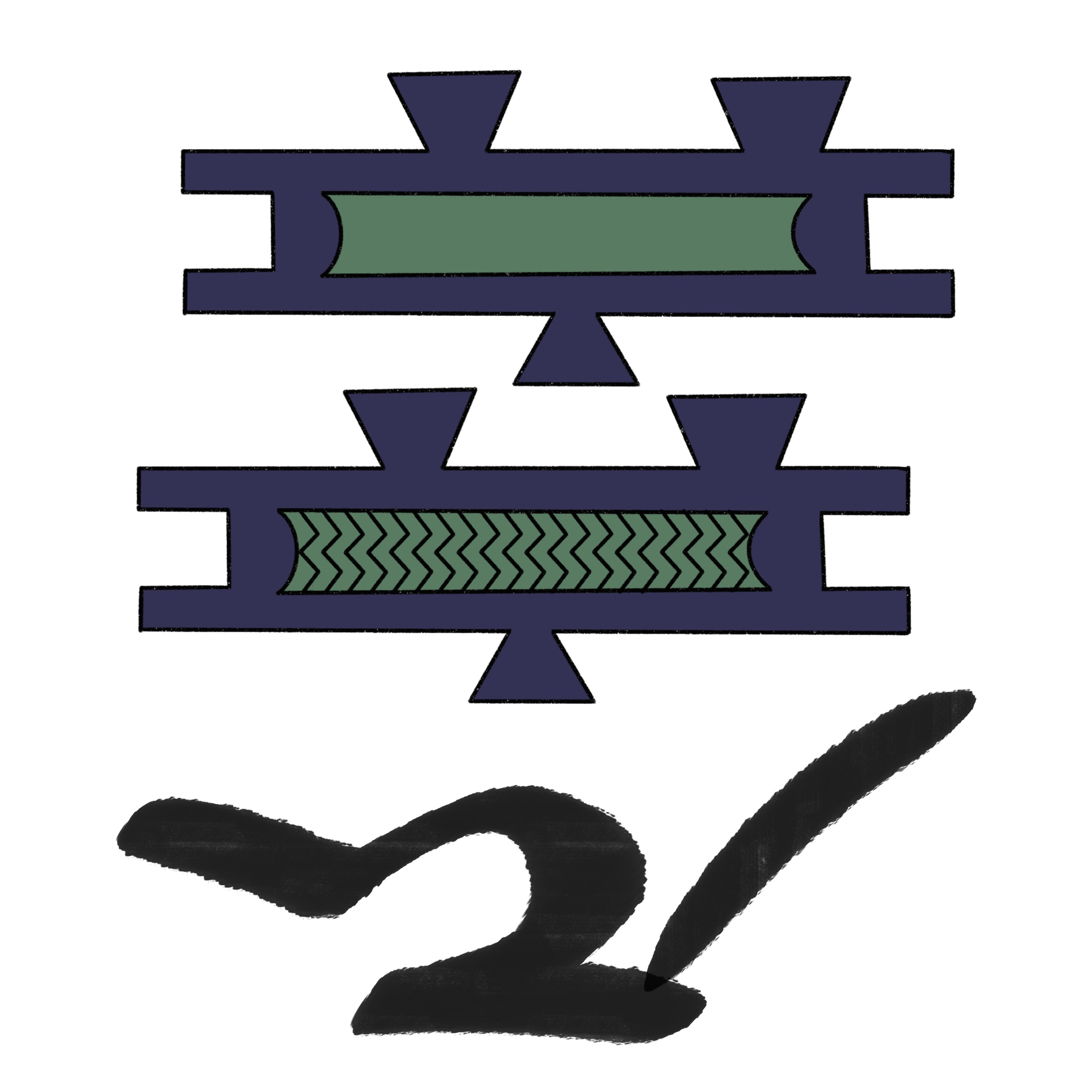
Version hiératique et hiéroglyphique

La voie navigable bordée de buissons en hiéroglyphes égyptiens, est classifiée dans la section N « Ciel, terre, eau » de la liste de Gardiner ; cet hiéroglyphe y est noté N31.

## Représentation
Il représente une section de voie navigable où les vaguelettes sont parfois visibles (Voir hiéroglyphes N36 et N37) et aux abords de laquelle pousse trois buissons. Il est translittéré wȝt, wȝ ou ḥr.

## Utilisation
| N31 | / | N31 · t · Z1 | / | wA | A | t · N31 |

| N31 | / | N31 · t · Z1 | / | wA | A | t · N31 |

flanc ».
| H | M2 · n | t · y | V36 | N31 · N31 |

| H | M2 · n | t · y | V36 | N31 · N31 |

extrémités, les deux bouts, longue période, fin ».
C'est un déterminatif du champ lexical de la route, de l'action de voyager et de la position en général.
| H | Hr · r | N31 |

| H | Hr · r | N31 |

| H | Hr · r | N31 |

| H | Hr · r | N31 |

| ini · N31 | G7 |

| ini · N31 | G7 |

| Hr · r | w | N1 |

| Hr · r | w | N1 |

| Hr · r | w | N1 |

| Hr · r | w | N1 |

| N31 · r |

| N31 · r |

| Hr · r | t · N31 |

| Hr · r | t · N31 |

| G5 |

| G5 |

Moyen Empire.
| wA | A | N31 |

| wA | A | N31 |

## Exemples de mots
| m | T · n | G41 | N31 |

| m | T · n | G41 | N31 |

| a · r | N31 |

| a · r | N31 |

| aA · a | A | N31 |

| aA · a | A | N31 |